# Стена скорби
«Стена́ ско́рби» — памятник работы архитектора Андрея Франгуляна и скульптора Георгия Франгуляна, посвящённый жертвам политических репрессий. Расположен в сквере у Садового кольца на пересечении Садовой-Спасской улицы и проспекта Академика Сахарова в Москве.
Идея создания подобного памятника возникла в 1960-х годах после развенчания культа личности Сталина и начала процесса реабилитации репрессированных, однако затем была забыта до установки «Соловецкого камня» на Лубянской площади в 1990 году. Создания полноценного национального мемориала жертв репрессий долгое время добивался глава президентского Совета по правам человека Михаил Федотов. В 2014 году президент России Владимир Путин поручил мэру Москвы Сергею Собянину соорудить памятник на основании предложения члена СПЧ Сергея Караганова.
В конкурсе, проведённом в 2015 году с участием видных правозащитников, общественных и государственных деятелей, победил проект памятника работы скульптора Георгия Франгуляна, который затем был одобрен президентским указом. Стоимость сооружения монумента составила 460 миллионов рублей, большая часть из которых была выделена правительством Москвы, а остальная — собрана в результате народных пожертвований, как от известных личностей, так и от обычных россиян. Сооружение и установка памятника, на создание которого у скульптора, работавшего вместе с сыном архитектором Андреем Франгуляном, ушло больше года, прошли в августе—сентябре 2017 года. Мемориал был открыт 30 октября при участии президента Путина, отметившего, что произошедшее не должно повториться.
Мемориал выполнен из бронзы и камня. Представляет собой двухсторонний горельеф, высотой в 6 метров и длиной в 35 метров, с выбитым на нём множеством безликих человеческих фигур, символизирующих масштабность репрессий. Между фигурами в некоторых местах находятся просветы-двери, проходя через которые, посетитель мемориала сможет почувствовать себя на месте репрессированных и осознать ценность человеческой жизни. Края горельефа с двух сторон представляют собой скрижали, на которых на 22 языках высечена заповедь «Помни». Площадь перед памятником выложена камнями из мест заключений и массовых расстрелов, лагерей ГУЛАГа. Благодаря нескольким гранитным столбам с прожекторами создаётся ощущение того, что души взлетают на небо, а своего рода заградительные надолбы вынуждают посетителей идти к памятнику шеренгами, как на расстрел. Площадь обрамлена гранитными плитами, памятник окружён камнями, по которым струится вода, вокруг него растут ели, а сам комплекс вписан в окружающий городской ландшафт.

## Исторический контекст
Товарищи предлагают увековечить память руководителей партии и государства, которые стали жертвами необоснованных репрессий в годы культа личности. Мы считаем это предложение правильным. […] Может быть, следует соорудить памятник в Москве, чтобы увековечить память товарищей, ставших жертвами произвола.

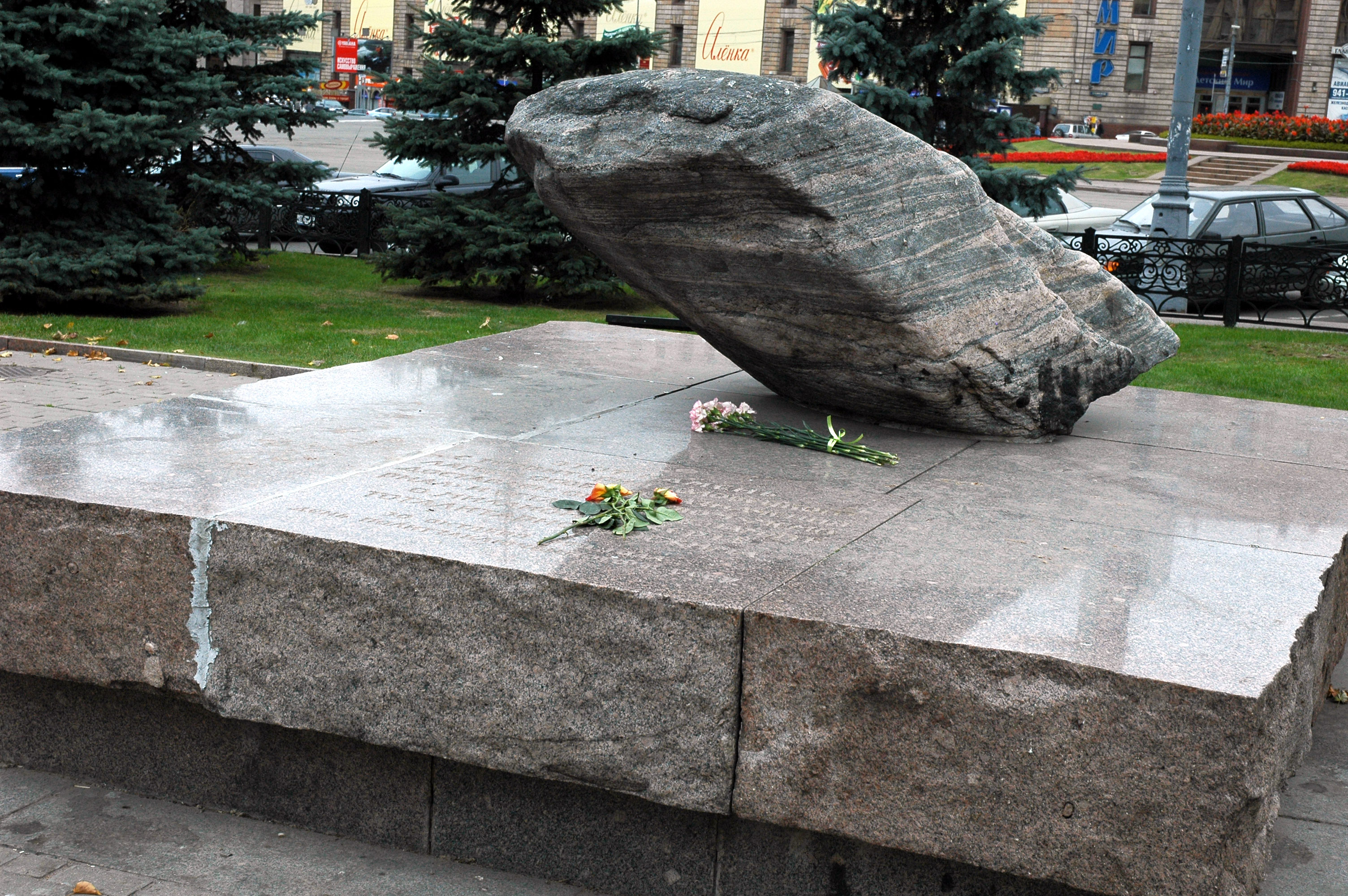
Соловецкий камень в Москве

Впервые официально идею памятника жертвам репрессий выдвинул первый секретарь ЦК КПСС Никита Хрущёв в 1961 году на XXII съезде партии, после XX съезда, с которого началась борьба с культом личности Сталина и процесс реабилитации репрессированных. Хрущёв ограничился почтением памяти «верных ленинцев» и «партийцев», и замысел не был реализован. После окончания «оттепели» с приходом к власти Леонида Брежнева идея памятника вовсе была забыта вплоть до конца 1980-х годов. В период перестройки, в 1987 году была создана комиссия Политбюро ЦК КПСС, которая занималась дополнительным изучением материалов, связанных с политическими репрессиями. В 1987—1990 годах вышли постановления Политбюро «О сооружении памятника жертвам репрессий» от 4 июля 1988 года и «Об увековечении памяти жертв репрессий периода 30—40-х и начала 50-х годов» от 28 июня 1989 года. В 1990 году Моссовет принял решение установить памятник на Лубянке, прямо напротив здания НКВД. При участии активистов правозащитной организации «Мемориал» и за счёт правительства Москвы с территории бывшего Соловецкого лагеря особого назначения в Архангельской области был привезён большой гранитный валун. 30 октября (в День памяти жертв политических репрессий) 1990 года состоялось торжественное открытие памятника, названного «Соловецким камнем». Впоследствии на местах массовых расстрелов и территориях бывших лагерей и посёлков спецпереселенцев были открыты сотни монументов памяти — обелисков, закладных камней, памятных знаков, крестов, мемориальных досок, часовен и так далее. В числе наиболее известных из них — «Соловецкий камень» и «Сфинксы» напротив «Крестов» в Санкт-Петербурге, «Маска скорби» в Магадане, «Молох тоталитаризма» в Левашове, Памятник жертвам политических репрессий в Уфе, мемориальные комплексы «Катынь» и «Медное», а также целый ряд мемориальных табличек акции «Последний адрес», установленных во многих российских городах.

## Процесс создания

### Подготовка

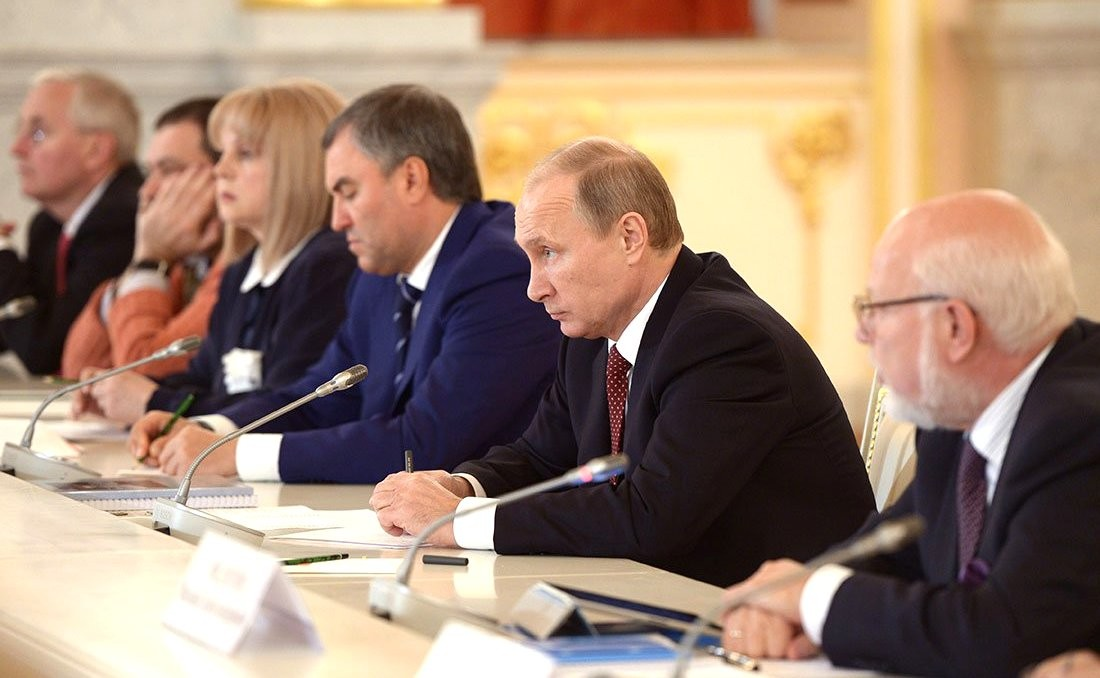
Заседание СПЧ в 2014 году

Правозащитники, в том числе председатель совета при Президенте Российской Федерации по развитию гражданского общества и правам человека (СПЧ) Михаил Федотов, долгие годы добивались принятия решения о возведении монумента памяти жертв политических репрессий в Москве. В 2011 году на заседании СПЧ руководитель «Мемориала» Арсений Рогинский, комментируя проект «Об увековечении памяти жертв тоталитарного режима и о национальном примирении», отметил, что в контексте реализации данной национальной программы «очень важен общественный памятник, но центральный памятник, например в Москве, я убеждён, должен быть поставлен государством и от имени государства, с тем чтобы он обозначил отношение государства к этой проблеме. Это касается Москвы. Центральный памятник». Тогда же член совета политолог Сергей Караганов высказал мнение о непростительном бездействии государства в сфере преодоления тоталитарного прошлого: «федеральные власти не участвуют в увековечении памяти жертв тоталитарного режима» и «у нас нет вообще национального государственного памятника». В том же году президент Дмитрий Медведев отдал распоряжение о создании «рабочей группы по подготовке предложений, направленных на реализацию программы увековечения памяти жертв политических репрессий», чьей задачей, согласно Федотову, стало создание новых мемориальных комплексов, в частности, в Москве. Наконец, 14 октября 2014 года Караганов при поддержке Федотова на заседании СПЧ в Кремле представил президенту Владимиру Путину готовый проект программы по увековечиванию памяти жертв репрессий, предложив воздвигнуть в Москве соответствующий мемориал, так как «во многих столицах даже союзных наших, стран бывшего СССР стоят памятники жертвам политических репрессий, а у нас только закладной камень». 2 декабря по итогам данного заседания Путин подписал поручение правительству Москвы совместно с администрацией президента и СПЧ представить предложения по проекту и месту установления памятника жертвам политических репрессий, назначив ответственными за исполнение этого поручения мэра Москвы Сергея Собянина и руководителя администрации президента Сергея Иванова. 31 декабря на президентском сайте было сообщено, что с правительством Москвы «достигнута принципиальная договорённость о месте установки памятника жертвам политических репрессий».

### Конкурс и выставки
12 января 2015 года Караганов сообщил, что рабочая группа рассмотрела множество предложений касательно мемориала, заключив, что его нужно установить на пересечении Садового кольца и проспекта Сахарова на государственные и народные деньги с помощью конкурса, организованного Государственным музеем истории ГУЛАГа. Инициативная группа по проведению конкурса была возглавлена уполномоченным по правам человека Эллой Памфиловой и секретарём Общественной палаты Александром Бречаловым, а в её состав вошли правозащитники Людмила Алексеева, Алексей Симонов, Алла Гербер, Арсений Рогинский, Александр Брод, председатель комитета Государственной думы по культуре Станислав Говорухин, член Общественной палаты поэт Андрей Дементьев, руководитель организации «Российская ассоциация реабилитированных» Алексей Есаулов, представитель России на Украине Владимир Лукин, режиссёры Павел Лунгин и Глеб Панфилов, руководитель проекта «Рождённые в СССР» Сергей Мирошниченко, главный редактор «Новой газеты» Дмитрий Муратов, руководитель центра «Возвращённые имена» при Российской национальной библиотеке в Санкт-Петербурге Анатолий Разумов, директора музея ГУЛАГа Роман Романов и музея современной истории России Ирина Великанова. 15 января Памфилова сообщила, что Путин согласился с предложением об установке памятника на проспекте Сахарова.

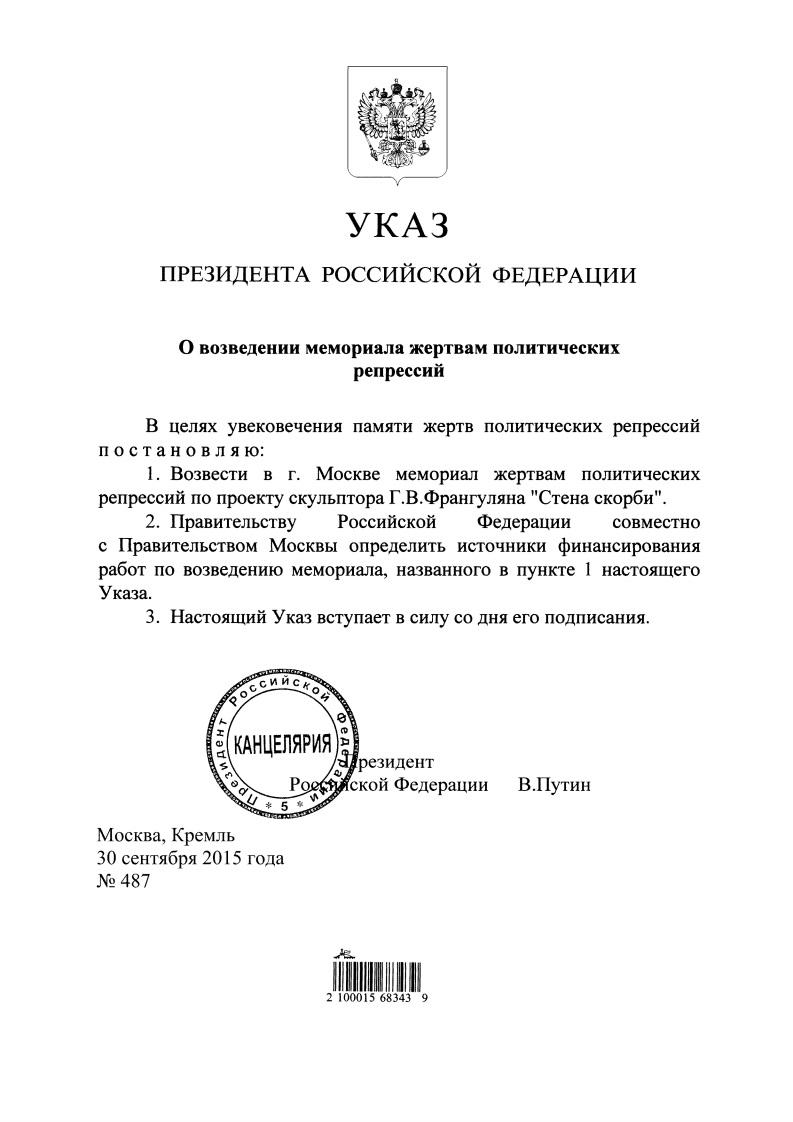
Указ Путина о памятнике «Стена скорби»

Конкурс на памятник стартовал 11 февраля 2015 года. Приём заявок должен был длиться до 5 мая, однако был продлён до 15 мая. Авторам трёх лучших работ было назначено денежное вознаграждение: за первое место — 350 тысяч рублей, второе место — 300 тысяч, третье — 250 тысяч рублей, при том, что многие проекты предлагались к реализации в других российских городах. 21 мая экспертный совет конкурса во главе с председателем Союза художников РФ Андреем Ковальчуком приступил к рассмотрению 337 работ — проектов памятника. В жюри, состоящее из деятелей культуры и правозащитников, вошли помимо Памфиловой, Федотова, Бречалова, Лукина, Алексеевой, Караганова, Рогинского, Романова, Муратова, Лунгина, Симонова, Великановой, Говорухина, Гербер, Мирошниченко, Есаулова, Разумова, также президент Фонда Солженицына Наталия Солженицына, писатель Даниил Гранин, ведущий сотрудник Института российской истории РАН Галина Иванова, член Совета Федерации Елена Афанасьева, председатель Союза писателей России Валерий Ганичев, депутат Госдумы кинорежиссёр Владимир Бортко. Экспертами выступили руководитель Департамента культуры города Москвы Александр Кибовский, главный архитектор Москвы Сергей Кузнецов, председатели комиссии Московской городской думы по монументальному искусству Лев Лавренов и культуре Евгений Герасимов, академик Академии графического дизайна художник Игорь Гурович, президент Союза архитекторов России Андрей Боков, ректор Московского архитектурного института Дмитрий Швидковский. Свои работы прислали заслуженные художники России, скульпторы, архитекторы, представители различных архитектурных бюро, проектных мастерских, студий дизайна и творческих объединений. Проект скульптора Георгия Франгуляна, по оценкам журналистов, был в числе главных фаворитов конкурса. В интервью газете «Известия» Франгулян отмечал, что, несмотря на возведение нового монумента, «Соловецкий камень» «всегда будет священным, и его никто не тронет».

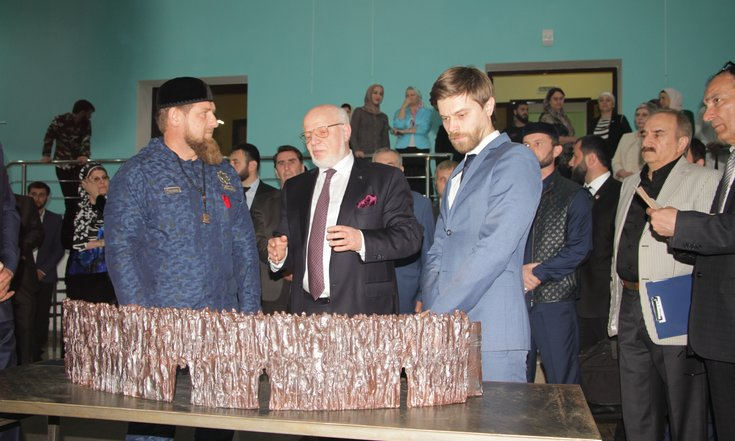
Кадыров, Федотов, Романов в Грозном

17 сентября в музее Москвы было представлено 336 проектов памятника жертвам политических репрессий. Выставка должна была закончиться 7 октября, но позднее была продлена до 18 октября. 22 сентября место сооружения монумента посетили мэр Москвы Сергей Собянин и первый заместитель руководителя администрации президента Вячеслав Володин. 23 сентября было объявлено, что победителем конкурса стал проект «Стена скорби» Франгуляна, второе место заняла «Призма» Сергея Муратова, а третье — работа «Разорванные судьбы» Елены Бочаровой. 30 сентября Путин подписал указ, в котором постановил возвести мемориал. Позже, Федотов назвал решение об установке мемориала жертвам политических репрессий прорывом года.
После проведения конкурса была организована передвижная выставка десяти лучших проектов и макета-победителя «Стена скорби», которая 27 сентября 2016 года открылась в Ельцин-центре в Екатеринбурге, 10 ноября — в Кабардино-Балкарском музее изобразительных искусств в Нальчике, 26 декабря — в картинной галерее Черкесска, 20 января 2017 года — в Ставропольском государственном музее-заповеднике в Ставрополе, 10 марта — в научной библиотеке Ингушского государственного университета в Магасе, 13 апреля — в Национальной библиотеке Республики Северная Осетия — Алания во Владикавказе, а также в Иркутской областной научной библиотеке в Иркутске, 10 мая — в Национальном музее Чеченской Республики в Грозном, 7 июня — в Магаданском областном краеведческом музее в Магадане.

### Финансирование
Самогеноцид начался с Гражданской войны через уничтожение и изгнание интеллигенции, духовенства, буржуазии, дворянства. […] Затем последовали голодомор, коллективизация, которые были нацелены на уничтожение лучшего крестьянства. […] Затем были репрессии новой интеллигенции, военных. […] Это были, как правило, лучшие представители народа. Продолжать скрывать от себя эту историю означает неявно оставаться соучастниками этого преступления. Если мы не признаем до конца правды, мы останемся наследниками не лучшей части нашего народа и не лучшего в нашем народе, а худшего в нём и худшей его части: палачей, стукачей, коллективизаторов, организаторов голодоморов, разрушителей церквей.
Общая стоимость памятника составила 460 миллионов рублей, из которых 300 миллионов было выделено из московского городского бюджета, а сбор остальных 160 миллионов был возложен на Фонд увековечивания памяти жертв политических репрессий. Как отмечал Караганов, такая большая сумма обусловлена «гигантскими размерами монумента и дорогими материалами». Основное финансирование было выделено из государственных средств. Караганов заявил, что финансирование памятника — обязанность российского государства, так как оно — «правопреемник того, от имени которого преследовали и уничтожали людей». Был организован и сбор народных пожертвований, который начался 8 октября 2015 года по инициативе музея истории ГУЛАГа. Федотов перечислил денежную составляющую полученной в 2015 году премии отца Александра Меня в 100 тысяч рублей, а также часть премии Егора Гайдара в миллион рублей, тогда как Володин — свою месячную зарплату в 398 тысяч рублей. Глава Чечни Рамзан Кадыров выделил 5 миллионов рублей, при том, что именно он в 2008 году издал распоряжение о сносе мемориала жертвам депортации 1944 года в Грозном. Глава Ингушетии Юнус-бек Евкуров пожертвовал месячную зарплату, а именно 79 тысяч рублей, тогда как депутат Госдумы от Ингушетии меценат Алихан Харсиев перечислил 2 миллиона.
К июлю 2017 года в связи с «недостатком информации в СМИ о проекте» было собрано только 32 миллиона рублей, после чего недостающие затраты на установку взяли на себя власти города. Ранее Федотов высказывал мнение, что в стране имеет место «абсолютно наплевательское отношение» федеральных телеканалов в отношении популяризации среди россиян темы увековечения памяти репрессированных и призвал крупнейшие российские банки примкнуть к организации сбора пожертвований. Правозащитник заключил, что если бы каждый россиянин сдал по рублю, то вся необходимая сумма была бы собрана. Вместе с тем, через платёжные системы поступали и небольшие деньги от простых россиян, по 100, 500 и 1000 рублей. Так, мужчина пожертвовал бронзовый слиток, который был включён в композицию памятника, а женщина принесла на переплавку целый мешок бронзовых рублей, которыми её мужу-художнику в 1990-х годах платили зарплату. Средняя общеобразовательная школа № 3 имени Василия Вильямса станицы Кировская Ростовской области совместно со своими учениками и их родителями перечислила 75 тысяч рублей. К открытию памятника сумма народных пожертвований составила 45 миллионов рублей.

### Возведение

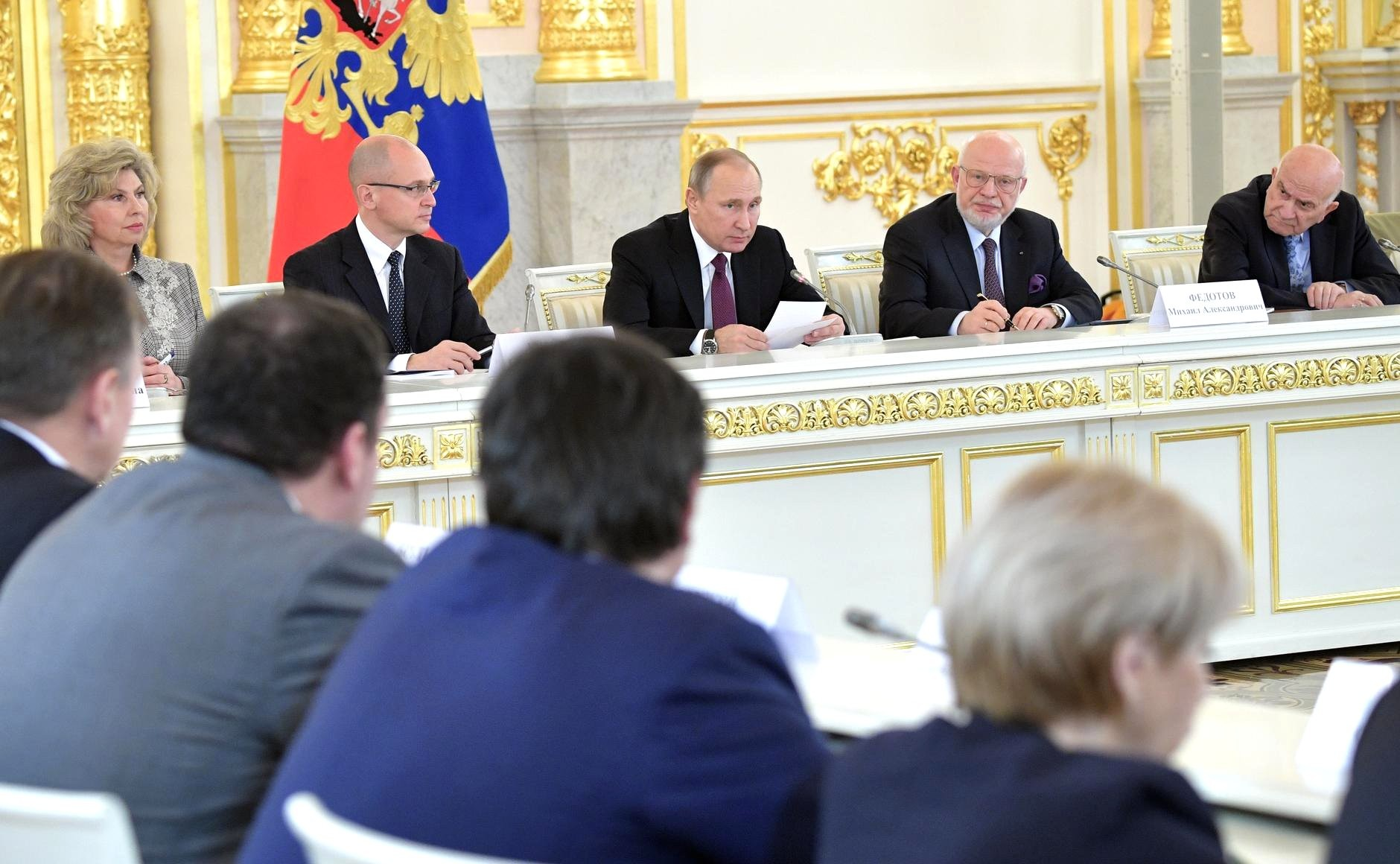
Заседание СПЧ в 2016 году

Скульптор работал над памятником вдвоём с сыном — архитектором Андреем Франгуляном, тогда как на работы по проектированию и установке монумента первоначально было отведено полтора года. 23 марта 2016 года на первом заседании Межведомственной рабочей группы по координации деятельности, направленной на реализацию Концепции государственной политики по увековечению памяти жертв политических репрессий, Франгулян рассказал о концепции памятника, отметив, что ещё не смог приступить к реальной работе по его созданию из-за формальных причин, а намеченный срок уже подходит к концу. 2 апреля с процессом создания мемориала ознакомились члены группы, а также представители средств массовой информации. 27 октября Володин и Федотов посетили мастерскую Франгуляна, где ознакомились с ходом работ над памятником. Планировалось, что памятник будет открыт до 30 октября, как указывал руководитель Департамента культуры города Москвы Сергей Капков, однако 8 декабря на заседании СПЧ в Кремле Федотов сообщил, что открытие монумента намечено на 30 октября следующего года и попросил Путина зарезервировать этот день в своём рабочем графике. Именно 30 октября в России отмечается День памяти жертв политических репрессий. Позднее Федотов посчитал символичным то, что памятник будет открыт в 2017 году, в год столетия революции 1917 года, когда и начались политические репрессии.
…Мы имеем уже государственный памятник, правда, с большой долей общественного участия. Государство в лице правительства Москвы внесло 300 миллионов рублей. Но когда вы посмотрите на этот мемориал, вы скажете, что этот мемориал на самом деле стоит дороже. Это огромное сооружение, это двусторонний бронзовый барельеф, длиной 30 метров и высотой 6 метров. И те фигуры, которые там есть, они обезличены. Меня спрашивали: «А почему здесь нет портретов?» Я говорю: «Портреты кого?»… Это же миллионы людей…
К 6 февраля 2017 года в мастерской Франгуляна памятник был смонтирован на две трети своего размера. К 17 февраля была закончена лепка композиции в глине, а затем началась сборка и отливка монумента в бронзе. 19 мая начались работы на месте возведения монумента. 30 мая для журналистов был организован пресс-тур в литейный цех в Химках, где проводились работы по отливке и сварке памятника. 6 августа первая из одиннадцати частей монумента была привезена на Садовое кольцо, после чего начался монтаж. 8 августа была установлена вторая часть, работы по установке производились с помощью 50-тонного подъёмного крана при участии 20-30 рабочих, в том числе экономических мигрантов из стран бывшего СССР. Установка шла практически каждый день, завершившись к 16 августа, после чего началась заливка фундамента, укладка камня, сооружение скал, тонировка и сварка бронзовых швов, общая длина которых достигла двух километров. 21 августа на строительной площадке побывал Собянин, который сообщил, что основные элементы памятника уже собраны, а 29 августа место работ посетили члены рабочей группы по увековечению памяти жертв политических репрессий. На сайте мэра Москвы отмечалось, что установка мемориала осуществляется в соответствии с программой «Моя улица», по которой в 2017 году был открыт ещё один новый монумент — памятник Михаилу Калашникову.

### Открытие
В открытии мемориала 30 октября 2017 года приняли участие президент России Владимир Путин, мэр Москвы Сергей Собянин, патриарх Московский и всея Руси Кирилл, председатель СПЧ Михаил Федотов, член Совета Федерации Владимир Лукин, скульптор Георгий Франгулян, члены СПЧ. Перед этим, на заседании СПЧ в Кремле Путин отметил, что «открытие памятника особенно актуально в год 100-летия революции. Рассчитываю, что эта дата будет воспринята нашим обществом как подведение черты под драматическими событиями, которые разделили страну и народ, станет символом преодоления этого раскола, символом взаимного поощрения и принятия отечественной истории такой, какая она есть — с её великими победами и трагическими страницами». Однако в официальной стенограмме на сайте президента, вместо слова «поощрение» оказалось написанным «прощение».

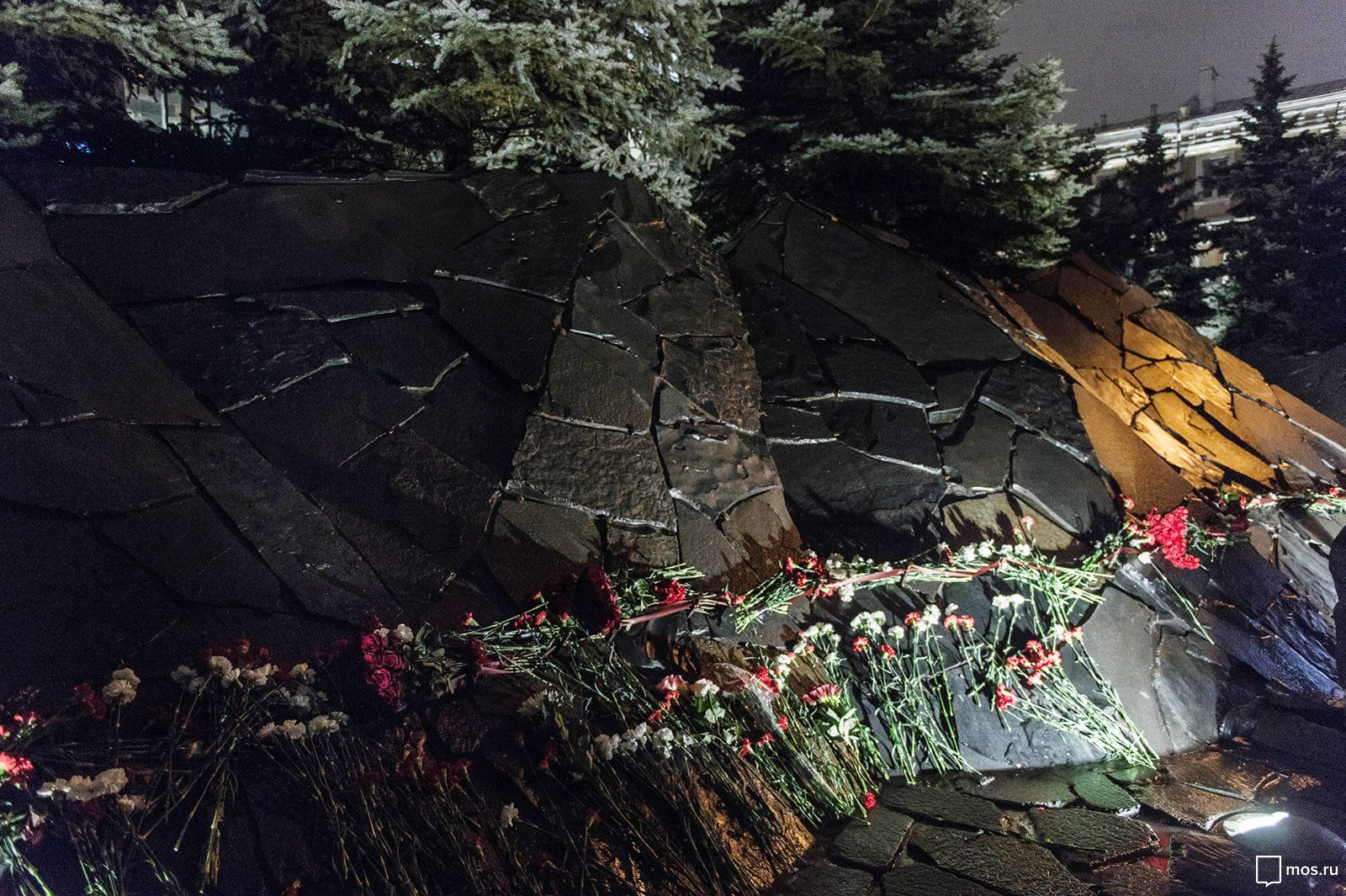
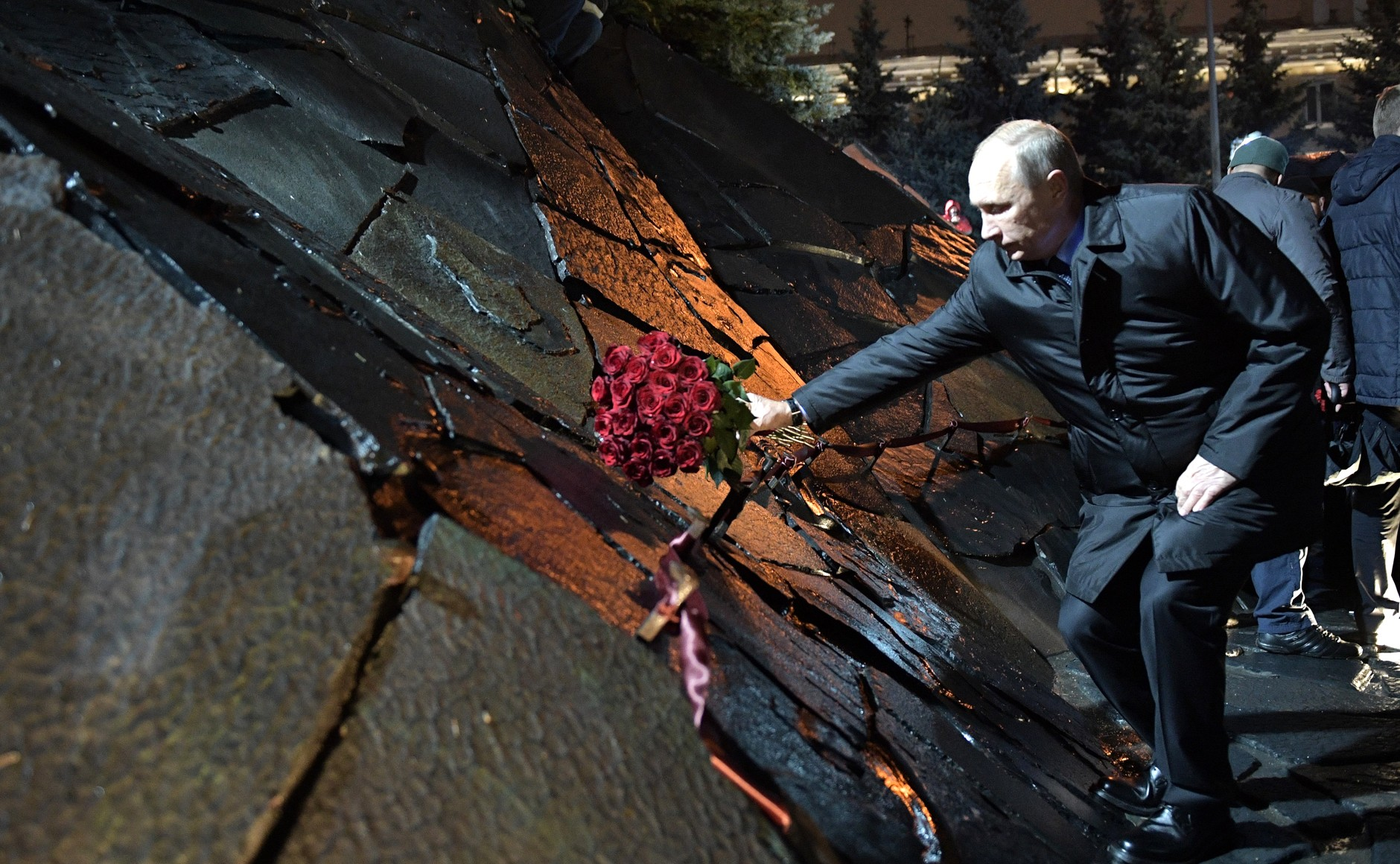
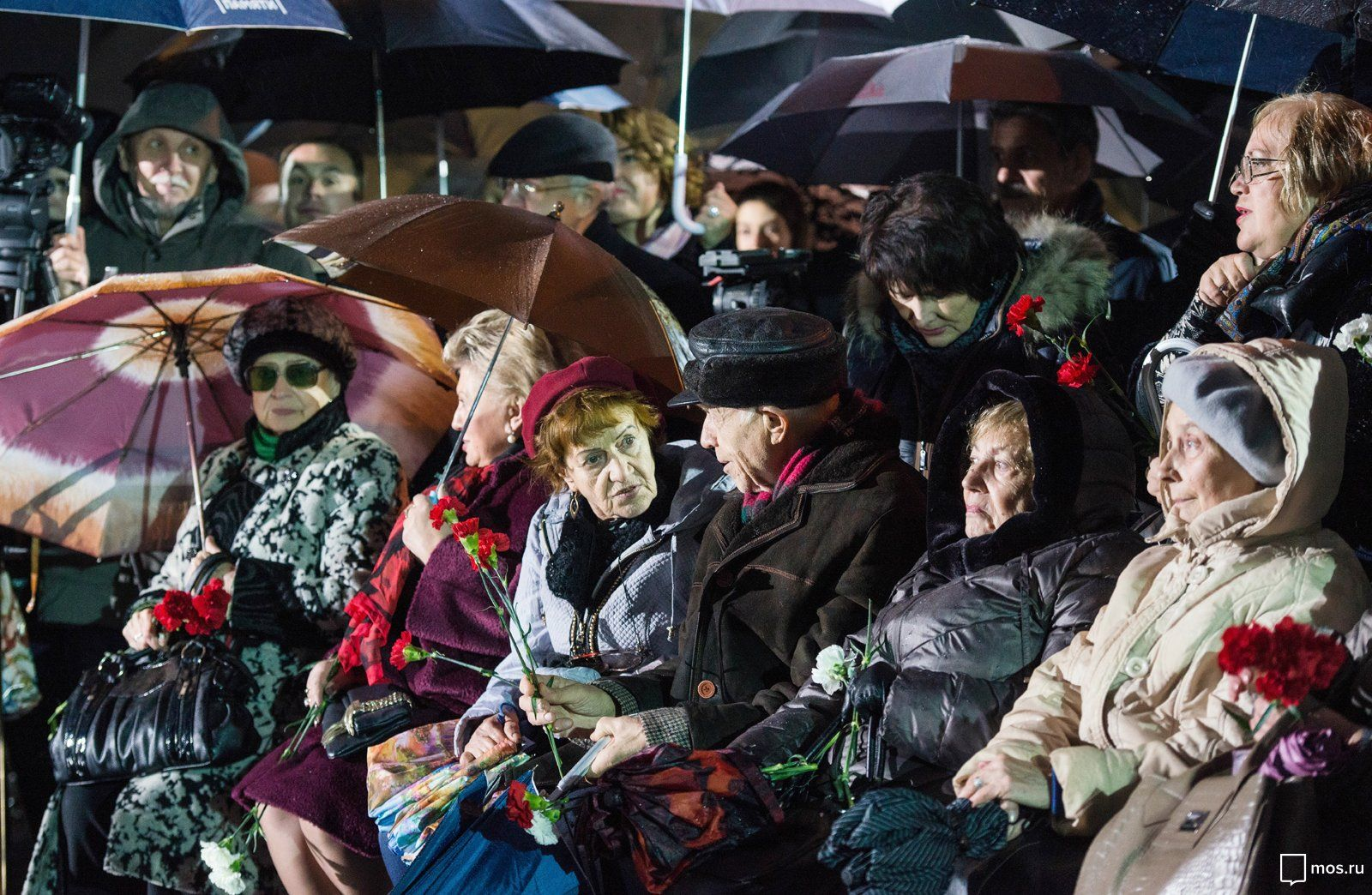

Прямо с заседания Путин вместе с всеми присутствовавшими членами СПЧ доехал до мемориала на автобусе, где со всех сторон вокруг него не было ни одного занятого кресла. Церемония открытия памятника прошла под открытыми зонтами из-за ветра и дождя. На ней также присутствовали чиновники, правозащитники, историки, деятели культуры и священнослужители различных конфессий, всего около сотни человек, а также и сами бывшие политзаключённые — несколько пожилых людей в инвалидных колясках, пенсионеров с детьми и внуками. Открывая монумент, Путин сказал, что «политические репрессии стали трагедией для всего нашего народа, для всего общества, жестоким ударом по нашему народу, по его корням, культуре, самосознанию», и «это страшное прошлое нельзя вычеркнуть из национальной памяти и тем более — невозможно ничем оправдать. Никакими высшими так называемыми благами народа», так как «последствия мы ощущаем до сих пор. Наш долг — не допустить забвения», и «сама память, чёткость и однозначность позиции в отношении этих мрачных событий служит мощным предостережением к их повторению». В своей речи Путин использовал пассивный залог и обезличенные словесные конструкции вроде таких, как «жестоким преследованиям подвергались целые народы», «каждому могли быть предъявлены надуманные и абсолютно абсурдные обвинения», «миллионы людей объявлялись врагами народа», ни разу не упомянув виновников репрессий. После выступлений президента и патриарха речь произнёс и Лукин, ставший единственным человеком, назвавшим с трибуны имена организаторов репрессий. После минуты молчания хор исполнил траурную композицию, а затем все собравшиеся возложили к монументу цветы. 1 ноября в Музее истории ГУЛАГа прошёл концерт, посвящённый созданию и возведению «Стены скорби».

## Композиция и символизм
Моя «Стена скорби» — это аллегория, образ. В ней есть вынутые фигуры, они образуют проходы в памятнике, каждый может встать в ряд ушедших или пройти сквозь него. Это гребёнка, которая прошлась по стране, кого-то оставив в живых. И мы в любой момент можем встать в этот ряд и на своей шкуре прочувствовать, что это было такое.
Мемориал находится в сквере площадью 5,4 тысячи квадратных метров на внутренней стороне Садового кольца на пересечении Садово-Спасской улицы и проспекта Академика Сахарова. Памятник высотой в 6 метров и длиной в 35 метров представляет собой пространственный двухсторонний горельеф из 80 тонн бронзы, представляющий собой будто бесконечное сочетание взлетающих вверх и устремлённых ввысь схематически выполненных одновременно плоских и объёмных человеческих фигур числом около шести сотен. Они словно застыли в движении как яркая вспышка, мгновенный стоп-кадр разразившейся в прошлом трагедии. Головы этих людей скорбно опущены вниз, а тела вплетены в многотонный монолит, символ трагедии искорёженных судеб и словно вычеркнутых из жизни лиц. В тяжеловесной стене, наполненной игрой с объёмами, имеются просветы-двери в форме человеческих силуэтов, через которые могут проходить люди, желающие почувствовать себя на месте жертв беспощадной системы, а также тех, кто уцелел. Памятник-предостережение будущим поколениям предлагает осознать трагические последствия авторитаризма и саму хрупкость жизни, отвадить от повторения ошибок прошлого, понять, что застывший гребень репрессий или коса смерти может снова сорваться с места, подминая под себя всех встретившихся на пути и превращая живых людей в безликие тени. Контуры и абрис фигур в одежде до пят в сочетании с наклоном голов производят впечатление прорисей православных икон. По краям стены на рельефных скрижалях на 22 языках — пятнадцати языках народов бывшего СССР, на пяти языках ООН и на немецком как одном из языков Евросоюза — выбито, словно молитва, лишь одно слово: «Помни». Данный элемент был предложен лично главой СПЧ Федотовым.
На гранитном блоке рядом с памятником выбита надпись о том, что он возведён по указу президента Путина. Полукруглый монумент обрамлён подпорными стенками из гранитных плит, на некоторых из них большими прописными буквами выбиты слова: «Помнить», «Знать», «Осудить», «Простить» (согласно проекту, предполагалось, что по заднему периметру площади в качестве опорной стены должны были располагаться вздыбленные «плачущие» камни, по которым бы струилась вода). Перед рельефом располагаются семь гранитных столбов с прожекторами, лучи которых, как людские души, направляются в небо, тогда как ночное освещение мемориала оформлено в виде специальных ламп с мягким жёлтым свечением. Спереди установлены специальные заградительные надолбы, ввиду чего создаётся впечатление, что люди идут к памятнику шеренгами, друг за другом в затылок. Сквер обрамлён гранитными бортовыми камнями, а вокруг растут деревья: ели в сочетании с подобием сибирских скал. Для «сакральности места», по словам Франгуляна, дорога к памятнику была вымощена камнями из самых известных лагерей ГУЛАГа, мест заключений и массовых расстрелов, территорий расположения бывших лагерей, областей, население которых подверглось принудительным депортациям, в том числе из Соловков, Псковской области, Иркутска, Левашово, Ухты, Инты, Воркуты, Бутугычага, Хабаровского края, Смоленской области, Башкортостана, Волголага, челябинской «Золотой горы», в общем из 58 российских регионов. По замыслу скульптора, многосоставная композиция из бронзы и камня в сочетании с подсветкой сливается в «единый организм». Комплекс вписан в окружающую архитектурную ситуацию. Частью мемориала стало и стоящее за памятником здание Согаза, настоящий «комод», который, по мнению скульптора, есть «символ власти и неповоротливости». Позднее мемориал был дополнен символическим колоколом работы Франгуляна в виде висящего на цепи рельса, ударом в который в лагерях будили заключённых на работы в шахтах.

## Восприятие
Открытие памятника и сам день памяти жертв репрессий, по оценкам журналистов, были скупо освещены на государственном телевидении, хотя, по некоторым данным, активистов радикального прокремлёвского движения «SERB», известных своими нападениями на оппозиционеров, специально «предупредили» в МВД о том, чтобы они там не появлялись во избежание инцидентов в присутствии высших российских чиновников. Как отмечалось в СМИ, со стороны президента России на церемонии прозвучали самые сильные слова осуждения репрессий за те 18 лет, которые он находится у власти. Тем временем, согласно опросам общественного мнения популярность Сталина только растёт, чему способствует и то, что в своём июньском интервью Путин сказал, что «излишняя демонизация Сталина» — это один из путей для атаки на Россию, что отражает, по мнению критиков, стремление российских власти и общества забыть репрессии, проявляющееся в появлении в некоторых городах России памятников «вождю».
Как писали журналисты, «Стена скорби» стала первым национальным памятником репрессированным, поистине общенациональным мемориалом, хотя, по словам заместителя мэра Москвы Леонида Печатникова, у него «были противники». В их число вошла и группа из 38-ми советских диссидентов и бывших политзаключённых, в том числе Александр Подрабинек, Владимир Буковский, Игорь Губерман, Мустафа Джемилев и другие, выразившие в открытом письме своё несогласие с участием в «памятных мероприятиях власти, которая на словах сожалеет о жертвах советского режима, а на деле продолжает политические репрессии и подавляет гражданские свободы в стране». Тем временем, российские власти, в том числе и Путин, отрицают наличие в стране как политических репрессий, так и новых политзаключённых. Во время заседания СПЧ перед открытием памятника журналист Станислав Кучер привёл несколько примеров «ползущего мракобесия», в том числе дело Юрия Дмитриева, попросив Путина освободить политзаключённых — президент в ответ перешёл на тему того, какие «истерики» происходят в США и Европе, затем заспорил о конкретных случаях, приведённых Кучером, а в конце всё же пообещал обдумать его выступление и предложения. Несколькими днями ранее, члены Конгресса интеллигенции, в том числе Лия Ахеджакова, Гарри Бардин, Юрий Богомолов, Владимир Войнович, Лев Гудков, Андрей Макаревич, Андрей Смирнов, Людмила Улицкая, Эдуард Успенский, Лев Шлосберг, в своём заявлении отдельно выделили Дмитриева, который как человек, приложивший большие усилия для поиска мест массовых захоронений репрессированных, не смог поприсутствовать на открытии памятника по причине содержания в СИЗО. В ответ на обращение диссидентов, Федотов сказал, что памятник посвящён только советскому периоду времени. Тем не менее члены Конгресса интеллигенции, в том числе Юрий Самодуров, Лев Пономарёв, Игорь Шелковский, Борис Вишневский, Денис Драгунский, Никита Соколов, Лев Тимофеев, Олег Орлов, Людмила Алексеева, Валерий Борщёв, Юлий Ким, вскоре подготовили своё письмо, в котором с сожалением отметили, что на памятнике «не нашлось места ни малейшему намёку на стремление граждан, в том числе потомков жертв политических репрессий, осудить власть-убийцу в лице тех руководителей страны и тех лиц и органов, кто эти репрессии санкционировал, организовывал, осуществлял».

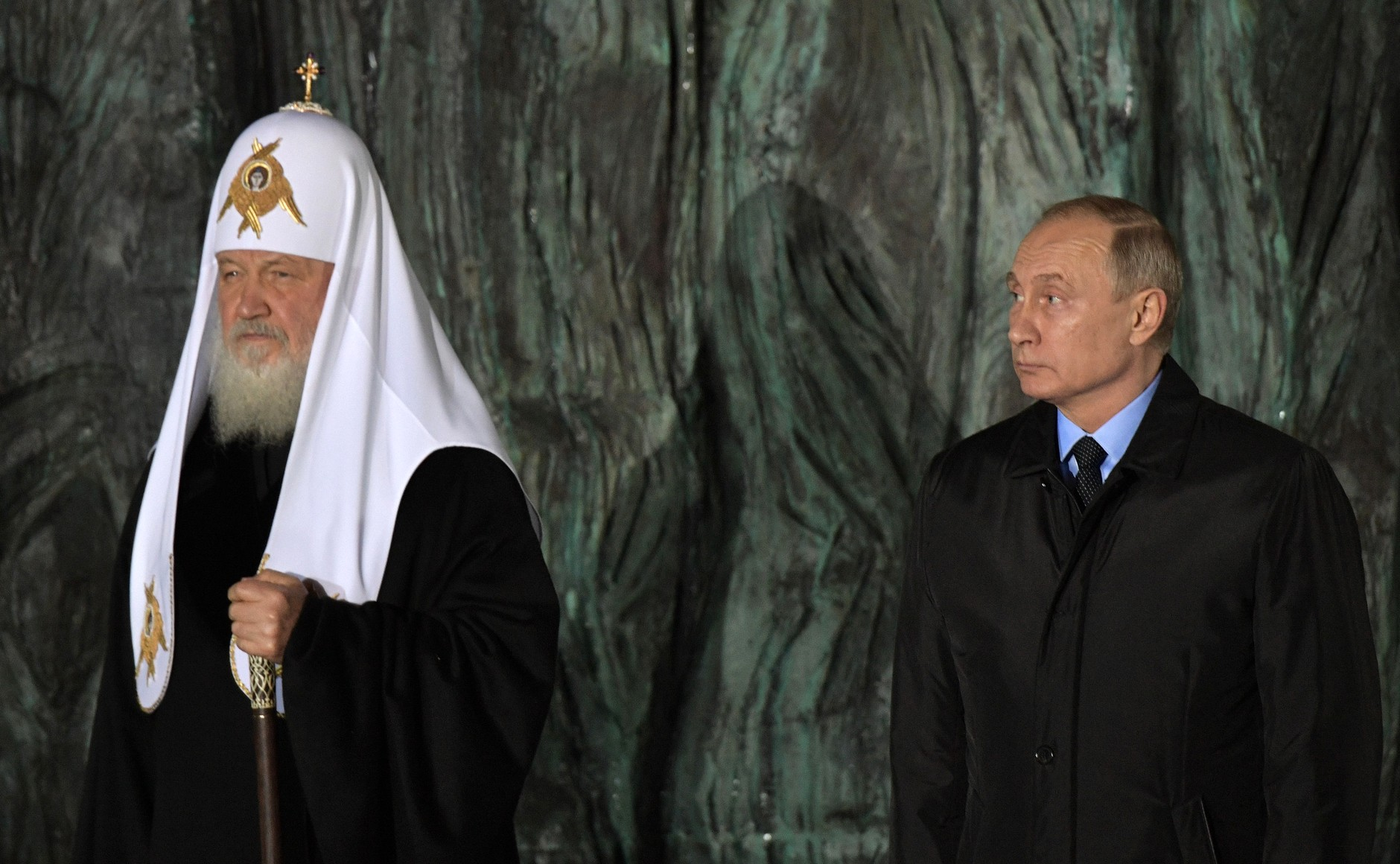
Патриарх Кирилл и президент Путин на открытии памятника

Критики отмечали, что проспект Сахарова довольно безлюден и недостаточно символичен для «Стены скорби», которую нужно было возвести «прямо на Лубянке, опоясав ею ФСБ, чтобы все работающие там шли через арку, прорубленную в стене из трупов». В частности, архитектор Евгений Асс отметил, что для такого монумента «место выбрано совершенно случайно, ничем в городе не примечательное, не на самом популярном перекрёстке», тогда как он «заслуживал бы, конечно, места в самом сердце столицы — с тем, чтобы быть как бы равным, ценным, как Храм Василия Блаженного или Храм Христа Спасителя». Однако, мемориал памяти жертвам репрессий встал дальше от Кремля чем даже памятник крестителю Руси, так как, по мнению журналистов, «св. Владимир нынешней власти существенно дороже, чем память десятков миллионов невинных жертв».
По некоторым оценкам, возведению «Стены скорби» способствовали произошедший в 2012 году «консервативный поворот» и связанный с ним миф о «тысячелетней великой России». Как указывает специалист по символической политике, профессор НИУ ВШЭ и главный научный сотрудник ИНИОН РАН Ольга Малинова, в политике памяти российские власти долго использовали только традиционные, «положительные» образы отечественной истории, поскольку при увеличении количества символов неизбежны были конфликты из-за различных оценок прошлого. Концепция непрерывной российской истории, полагает Малинова, не была заполнена фактическим материалом: «возник своего рода дефицит символов». В условиях «консервативного поворота» и одновременного запроса на новые символы, власти обратились к политике памяти более конкретно. В числе прочих инициатив удалось реализовать и предложение «Мемориала». Интерес властей оказался довольно эклектичным и выборочным, примером чего могут служить нынешние государственные символы России: «трёхцветный флаг — знамя борьбы за демократию в 1991 году, герб с двуглавым орлом — символ царской империи — и гимн, положенный на советскую мелодию».
Я бы сказала, что ситуация отдаёт шизофренией. С одной стороны, выходит куча книг о Сталине, отмечаются годовщины его рождения и смерти. В то же время сказать, что власть все это поощрят, было бы несправедливо. Путин не говорит ничего в поддержку таких инициатив. Хотя и не выступает против них. 30 октября была открыта новая стена памяти всех жертв политических репрессий, и Путин пришёл на церемонию. Его присутствие было антисталинским жестом и воспринималось как таковой. Там он произнёс речь, в которой справедливым было каждое слово. Это противоречие отражает раскол в нашем обществе. Путин же определённо считает, что должен принять это сосуществование как президент всех россиян.
По выражению историка, специалиста по истории сталинизма Ирины Павловой, «та же власть, что открывала „Стену скорби“, будет отмечать столетие ВЧК» 20 декабря. В день праздника президент Путин на торжественном вечере, посвящённом 100-летнему юбилею создания ВЧК, организации-предшественницы КГБ и ФСБ, поздравил всех работников и ветеранов органов безопасности «с профессиональным праздником», заявив, что «абсолютное большинство людей, выбирающих эту трудную профессию, всегда были настоящими государственниками и патриотами, которые достойно и честно выполняли свой долг, на первое место ставили службу Отечеству и своему народу», а также выразив уверенность в том, что «всегда будут незыблемыми такие требования к сотрудникам органов безопасности, как строгое следование Конституции и закону, высочайшая ответственность, честность и личная порядочность», потому, что ВЧК — это «неотъемлемая часть нашей истории». В то же время, днём ранее директор ФСБ Александр Бортников в интервью Владиславу Фронину, главному редактору «Российской газеты», официального издания правительства России, сказал, что в репрессиях виноваты «„перегибы“… на местах», а «открещиваться от слова „чекист“ — это все равно что предавать забвению поколения наших предшественников», которыми «двигали бескорыстные идейные мотивы» и вера «в партию и лично Сталина». После этого члены правления «Международного Мемориала» выпустили заявление, в котором отметили, что существование данного официального праздника — «это очевидное продолжающееся глумление над памятью миллионов жертв», а «сохранение „дня чекиста“ под любым названием мешает верить в искренность речей при открытии памятника жертвам репрессий». Несколькими днями ранее скончался председатель правления этой организации Арсений Рогинский, бывший одним из организаторов процесса возведения «Стены скорби».

## Дальнейшая судьба
В сентябре 2018 года в мастерской скульптора Франгуляна прошло совещание с участием членов СПЧ, обсуждавшими вопросы проведения будущего Дня памяти жертв политических репрессий. Председатель СПЧ Федотов предложил организовать у «Стены скорби» акцию «Колокол памяти» и провести её 30 октября, то есть на следующий день после 29 октября, в который возле Соловецкого камня на Лубянской площади обычно проходит акция «Возвращение имён». Франгулян же показал членам СПЧ эскиз колокола, который было предложено установить на площади рядом с памятником для того, чтобы все желающие могли прийти ударить в него и почтить таким образом память жертв политических репрессий. Позже Федотов отметил, что за основу будет взят колокол, установленный на Левашовском кладбище в Санкт-Петербурге. Во время посещения «Расстрельного угла» на Всесвятском кладбище Краснодара, где тоже стоит колокол, он сказал, что акция может распространиться по российским регионам и стать общенародной. Обсудив данное предложение на совещании в СПЧ, Федотов сообщил на пресс-конференции, что акция «Колокол Памяти» будет проходить с 10 утра до 10 вечера, а её проведение согласовано с несколькими другими городами, в частности с Санкт-Петербургом и Екатеринбургом.
В итоге, власти Москвы впервые за 11 лет существования акции «Возвращение имён» отозвали уже полученное разрешение на её проведение на Лубянке по причине ведущихся там ремонтных работ, хотя в 2016 году уже шедший ремонт мероприятию не помешал. В ответ на предложение властей перенести акцию к «Стене скорби» в «Мемориале» отметили, что данная идея неприемлема «так же, как невозможно заменить возложение цветов к могиле Неизвестного солдата в Александровском саду каким-то другим ритуалом». Федотов призвал не усматривать в действиях властей «чью-то злую волю», так как «просто планы строителей не совпали с планами „Мемориала“ и правительства Москвы». После волны критики и возмущения среди общественности, уже на следующий день в мэрии передумали и пошли «Мемориалу» навстречу, согласовав проведение акции на том же месте в то же время. Как и ожидалось, 29 октября у Соловецкого камня прошла акция «Возвращение имён», а на следующий день у Стены скорби — «Колокол памяти». Такое разделение мероприятий стало наблюдаться и в последующие годы.
К 2022 году власти Москвы уже трижды запрещали проведение акции «Возвращение памяти» под предлогом соблюдения коронавирусных ограничений, а последний запрет совпал с признанием «Мемориала» иностранным агентом и окончательной ликвидацией организации по решению суда, в результате чего единственным разрешённым мероприятием остался «Колокол памяти», который получил «наибольшую известность в последние годы». В том же году, после вторжения России в Украину, мемориал стал местом выражения антивоенных взглядов и проведения соответствующих акций, которые пресекавшихся полицией. В 2024 году, после смерти Алексея Навального в российской тюрьме, начальник Главного управления МВД по Москве Олег Баранов приказал организовать круглосуточное дежурство полицейских у «Стены скорби», а также провести идентификацию всех людей, приносящих цветы в память о политике. Стихийный мемориал возник там ещё 16 февраля,  однако затем мемориал был оцеплен, полицейские стали досматривать всех приходящих с цветами, а потом и вовсе начали задерживать людей. Задержания были массовыми, полицейские действовали жёстко, они грубо хватали людей и скручивали им руки. Всего у памятника было задержано 15 человек, некоторых из них суд арестовал на 15 суток за «неповиновение сотрудникам полиции».